# فونتانالز
فونتانالز (به اسپانیایی: Fontanals de Cerdaña) یک منطقهٔ مسکونی در اسپانیا است که در سردانیا واقع شده‌است. فونتانالز ۲۸٫۶ کیلومتر مربع مساحت دارد.